# Cophocerotis margaritacea
Cophocerotis margaritacea là một loài bướm đêm trong họ Geometridae.